# Albert Vielfaure
Pour les articles homonymes, voir Vielfaure.
Albert Vielfaure, né le 6 avril 1923 à La Broquerie et mort le 12 décembre 2007 dans la même ville, est un homme politique du Manitoba au Canada. Il était membre du Parti libéral du Manitoba et siégea à l'Assemblée législative du Manitoba de 1962 à 1969. Albert Vielfaure était un franco-manitobain qui contribua activement à la vitalité économique et culturelle des communautés francophones du Manitoba.

## Biographie
Albert Vielfaure naquit à La Broquerie au Manitoba. Après ses études secondaires, il travailla comme agriculteur et fut également un vendeur d’essence. Il devint membre de la chambre de commerce manitobaine et membre de l’organisation catholique de bienfaisance des Chevaliers de Colomb.
En 1962, il a été élu à l'Assemblée législative du Manitoba lors de l'Élection générale manitobaine de 1962 en battant le candidat du Parti progressiste-conservateur du Manitoba René Préfontaine par 308 voix dans la circonscription rurale francophone de La Vérendrye. Il a été réélu avec une plus grande marge lors de l'Élection générale manitobaine de 1966. Cependant, il ne se représentera pas lors de l'Élection générale manitobaine de 1969.
Albert Vielfaure retourna à sa ferme après avoir quitté la politique, en se concentrant sur d'élevage du porc et la culture du maïs. Il a été conseiller auprès du ministre de l'Agriculture du gouvernement fédéral de 1970 à 1979. De 1986 à 1990, il a été conseiller pour la programmation agricole sur le réseau francophone de la Société Radio-Canada. Il a travaillé également avec la Fédération des caisses populaires du Manitoba de 1971 à 1982 qui œuvra pour la modernisation et le progrès en faveur de la communauté franco-manitobaine. Il a reçu le Prix Riel en 2001 pour ses réalisations de toute une vie pour la communauté francophone du Manitoba. Il a pris sa retraite active agricole en 1999. Albert Vielfaure est mort subitement d'une crise cardiaque le 12 décembre 2007. Il fut enterré au cimetière de La Broquerie à côté de son épouse Solange Desrosiers, morte l'année précédente, et qu'il avait épousée en 1951.

## Distinctions
En 1979, il fut nommé “fermier de l’année” du Manitoba. Il était récipiendaire du Prix Riel en 2001. En 2002, il fut intronisé dans la salle de renommés de l’agriculture au Manitoba (Agriculture Hall of Fame), il reçut la médaille jubilaire de la Reine en 2002, et reçut le prix Entrepreneur - prix de génération en génération remit par le CDEM en 2003.